# Quân hàm và phù hiệu Lực lượng Lục quân NATO
Bảng so sánh cấp bậc Lực lượng Lục quân các thành viên NATO.

## Sĩ Quan (OF 1–10)
| Mã NATO                            | OF-10                | OF-10                | OF-9                                               | OF-9                                              | OF-8                                          | OF-8                                          | OF-7                                     | OF-7                                     | OF-6                                     | OF-6                                     | OF-5            | OF-5               | OF-4                              | OF-4                              | OF-3         | OF-3                | OF-2                 | OF-2                 | OF-1                          | OF-1                          | OF-1                   | OF-1                | OF-1              | OF-1                            | OF(D)                                   | OF(D)                                   | OF(D)                                   | OF(D)                                   | OF(D)                                   | OF(D)                                   | Học viên sĩ quan                                                                        | Học viên sĩ quan                                                                        | Học viên sĩ quan                                                                        | Học viên sĩ quan                                                                        | Học viên sĩ quan                                                                        | Học viên sĩ quan                                                                        |
| Nhóm cấp bậc                       | Cấp soái             | Cấp soái             | Cấp tướng                                          | Cấp tướng                                         | Cấp tướng                                     | Cấp tướng                                     | Cấp tướng                                | Cấp tướng                                | Cấp tướng                                | Cấp tướng                                | Cấp tá          | Cấp tá             | Cấp tá                            | Cấp tá                            | Cấp tá       | Cấp tá              | Cấp úy               | Cấp úy               | Cấp úy                        | Cấp úy                        | Cấp úy                 | Cấp úy              | Cấp úy            | Cấp úy                          | Học viên sĩ quan                        | Học viên sĩ quan                        | Học viên sĩ quan                        | Học viên sĩ quan                        | Học viên sĩ quan                        | Học viên sĩ quan                        | Học viên sĩ quan                                                                        | Học viên sĩ quan                                                                        | Học viên sĩ quan                                                                        | Học viên sĩ quan                                                                        | Học viên sĩ quan                                                                        | Học viên sĩ quan                                                                        |
| ---------------------------------- | -------------------- | -------------------- | -------------------------------------------------- | ------------------------------------------------- | --------------------------------------------- | --------------------------------------------- | ---------------------------------------- | ---------------------------------------- | ---------------------------------------- | ---------------------------------------- | --------------- | ------------------ | --------------------------------- | --------------------------------- | ------------ | ------------------- | -------------------- | -------------------- | ----------------------------- | ----------------------------- | ---------------------- | ------------------- | ----------------- | ------------------------------- | --------------------------------------- | --------------------------------------- | --------------------------------------- | --------------------------------------- | --------------------------------------- | --------------------------------------- | --------------------------------------------------------------------------------------- | --------------------------------------------------------------------------------------- | --------------------------------------------------------------------------------------- | --------------------------------------------------------------------------------------- | --------------------------------------------------------------------------------------- | --------------------------------------------------------------------------------------- |
| Lục quân Albania ·                 | Không có tương đương | Không có tương đương | Không có tương đương                               | Không có tương đương                              |                                               |                                               |                                          |                                          |                                          |                                          |                 |                    |                                   |                                   |              |                     |                      |                      |                               |                               |                        |                     |                   |                                 | Không có tương đương                    | Không có tương đương                    | Không có tương đương                    | Không có tương đương                    | Không có tương đương                    | Không có tương đương                    | Không có tương đương                                                                    | Không có tương đương                                                                    | Không có tương đương                                                                    | Không có tương đương                                                                    | Không có tương đương                                                                    | Không có tương đương                                                                    |
| Lục quân Albania ·                 | Không có tương đương | Không có tương đương | Không có tương đương                               | Không có tương đương                              | Gjeneral lejtant                              | Gjeneral lejtant                              | Gjeneral major                           | Gjeneral major                           | Gjeneral brigade                         | Gjeneral brigade                         | Kolonel         | Kolonel            | Nënkolonel                        | Nënkolonel                        | Major        | Major               | Kapiten              | Kapiten              | Toger                         | Toger                         | Toger                  | Nëntoger            | Nëntoger          | Nëntoger                        | Không có tương đương                    | Không có tương đương                    | Không có tương đương                    | Không có tương đương                    | Không có tương đương                    | Không có tương đương                    | Không có tương đương                                                                    | Không có tương đương                                                                    | Không có tương đương                                                                    | Không có tương đương                                                                    | Không có tương đương                                                                    | Không có tương đương                                                                    |
| Lục quân Albania ·                 | Không có tương đương | Không có tương đương | Không có tương đương                               | Không có tương đương                              | Trung tướng                                   | Trung tướng                                   | Thiếu tướng                              | Thiếu tướng                              | Chuẩn tướng                              | Chuẩn tướng                              | Đại tá          | Đại tá             | Trung tá                          | Trung tá                          | Thiếu tá     | Thiếu tá            | Đại úy               | Đại úy               | Trung úy                      | Trung úy                      | Trung úy               | Thiếu úy            | Thiếu úy          | Thiếu úy                        | Không có tương đương                    | Không có tương đương                    | Không có tương đương                    | Không có tương đương                    | Không có tương đương                    | Không có tương đương                    | Không có tương đương                                                                    | Không có tương đương                                                                    | Không có tương đương                                                                    | Không có tương đương                                                                    | Không có tương đương                                                                    | Không có tương đương                                                                    |
| Lục quân Bỉ ·                      | Không có tương đương | Không có tương đương |                                                    |                                                   |                                               |                                               |                                          |                                          |                                          |                                          |                 |                    |                                   |                                   |              |                     |                      |                      |                               |                               |                        |                     |                   |                                 |                                         |                                         |                                         |                                         |                                         |                                         | Không có tương đương                                                                    | Không có tương đương                                                                    | Không có tương đương                                                                    | Không có tương đương                                                                    | Không có tương đương                                                                    | Không có tương đương                                                                    |
| Lục quân Bỉ ·                      | Không có tương đương | Không có tương đương | Generaal                                           | Generaal                                          | Luitenant-generaal                            | Luitenant-generaal                            | Generaal-majoor                          | Generaal-majoor                          | Brigadegeneraal                          | Brigadegeneraal                          | Kolonel         | Kolonel            | Luitenant-kolonel                 | Luitenant-kolonel                 | Majoor       | Kapitein-commandant | Kapitein             | Kapitein             | Luitenant                     | Luitenant                     | Luitenant              | Onderluitenant      | Onderluitenant    | Onderluitenant                  | Aspirant                                | Aspirant                                | Aspirant                                | Aspirant                                | Aspirant                                | Aspirant                                | Không có tương đương                                                                    | Không có tương đương                                                                    | Không có tương đương                                                                    | Không có tương đương                                                                    | Không có tương đương                                                                    | Không có tương đương                                                                    |
| Lục quân Bỉ ·                      | Không có tương đương | Không có tương đương | Đại tướng                                          | Đại tướng                                         | Trung tướng                                   | Trung tướng                                   | Thiếu tướng                              | Thiếu tướng                              | Chuẩn tướng                              | Chuẩn tướng                              | Đại tá          | Đại tá             | Trung tá                          | Trung tá                          | Thiếu tá     | Đại úy - Chỉ huy    | Đại úy               | Đại úy               | Trung úy                      | Trung úy                      | Trung úy               | Thiếu úy            | Thiếu úy          | Thiếu úy                        | Sĩ quan dự tuyển                        | Sĩ quan dự tuyển                        | Sĩ quan dự tuyển                        | Sĩ quan dự tuyển                        | Sĩ quan dự tuyển                        | Sĩ quan dự tuyển                        | Không có tương đương                                                                    | Không có tương đương                                                                    | Không có tương đương                                                                    | Không có tương đương                                                                    | Không có tương đương                                                                    | Không có tương đương                                                                    |
| Lục quân Bulgaria ·                | Không có tương đương | Không có tương đương |                                                    |                                                   |                                               |                                               |                                          |                                          |                                          |                                          |                 |                    |                                   |                                   |              |                     |                      |                      |                               |                               |                        |                     |                   |                                 | Không có tương đương                    | Không có tương đương                    | Không có tương đương                    | Không có tương đương                    | Không có tương đương                    | Không có tương đương                    | Không có tương đương                                                                    | Không có tương đương                                                                    | Không có tương đương                                                                    | Không có tương đương                                                                    | Không có tương đương                                                                    | Không có tương đương                                                                    |
| Lục quân Bulgaria ·                | Không có tương đương | Không có tương đương | Генерал                                            | Генерал                                           | Генерал-лейтенант                             | Генерал-лейтенант                             | Генерал-майор                            | Генерал-майор                            | Бригаден генерал                         | Бригаден генерал                         | Полковник       | Полковник          | Подполковник                      | Подполковник                      | Майор        | Майор               | Капитан              | Капитан              | Старши лейтенант              | Старши лейтенант              | Старши лейтенант       | Лейтенант           | Лейтенант         | Лейтенант                       | Không có tương đương                    | Không có tương đương                    | Không có tương đương                    | Không có tương đương                    | Không có tương đương                    | Không có tương đương                    | Không có tương đương                                                                    | Không có tương đương                                                                    | Không có tương đương                                                                    | Không có tương đương                                                                    | Không có tương đương                                                                    | Không có tương đương                                                                    |
| Lục quân Bulgaria ·                | Không có tương đương | Không có tương đương | General                                            | General                                           | General-leytenant                             | General-leytenant                             | General-mayor                            | General-mayor                            | Brigaden general                         | Brigaden general                         | Polkovnik       | Polkovnik          | Podpolkovnik                      | Podpolkovnik                      | Mayor        | Mayor               | Kapitan              | Kapitan              | Starshi leytenant             | Starshi leytenant             | Starshi leytenant      | Leytenant           | Leytenant         | Leytenant                       | Không có tương đương                    | Không có tương đương                    | Không có tương đương                    | Không có tương đương                    | Không có tương đương                    | Không có tương đương                    | Không có tương đương                                                                    | Không có tương đương                                                                    | Không có tương đương                                                                    | Không có tương đương                                                                    | Không có tương đương                                                                    | Không có tương đương                                                                    |
| Lục quân Bulgaria ·                | Không có tương đương | Không có tương đương | Đại tướng                                          | Đại tướng                                         | Trung tướng                                   | Trung tướng                                   | Thiếu tướng                              | Thiếu tướng                              | Chuẩn tướng                              | Chuẩn tướng                              | Đại tá          | Đại tá             | Trung tá                          | Trung tá                          | Thiếu tá     | Thiếu tá            | Đại úy               | Đại úy               | Trung úy                      | Trung úy                      | Trung úy               | Thiếu úy            | Thiếu úy          | Thiếu úy                        | Không có tương đương                    | Không có tương đương                    | Không có tương đương                    | Không có tương đương                    | Không có tương đương                    | Không có tương đương                    | Không có tương đương                                                                    | Không có tương đương                                                                    | Không có tương đương                                                                    | Không có tương đương                                                                    | Không có tương đương                                                                    | Không có tương đương                                                                    |
| Lục quân Canada ·                  | Không có tương đương | Không có tương đương |                                                    |                                                   |                                               |                                               |                                          |                                          |                                          |                                          |                 |                    |                                   |                                   |              |                     |                      |                      |                               |                               |                        |                     |                   |                                 | Không có tương đương                    | Không có tương đương                    | Không có tương đương                    | Không có tương đương                    | Không có tương đương                    | Không có tương đương                    |                                                                                         |                                                                                         |                                                                                         |                                                                                         |                                                                                         |                                                                                         |
| Lục quân Canada ·                  | Không có tương đương | Không có tương đương | General                                            | General                                           | Lieutenant-general                            | Lieutenant-general                            | Major-general                            | Major-general                            | Brigadier-general                        | Brigadier-general                        | Colonel         | Colonel            | Lieutenant-colonel                | Lieutenant-colonel                | Major        | Major               | Captain              | Captain              | Lieutenant                    | Lieutenant                    | Lieutenant             | Second lieutenant   | Second lieutenant | Second lieutenant               | Không có tương đương                    | Không có tương đương                    | Không có tương đương                    | Không có tương đương                    | Không có tương đương                    | Không có tương đương                    | Officer cadet                                                                           | Officer cadet                                                                           | Officer cadet                                                                           | Officer cadet                                                                           | Officer cadet                                                                           | Officer cadet                                                                           |
| Lục quân Canada ·                  | Không có tương đương | Không có tương đương | Général                                            | Général                                           | Lieutenant-général                            | Lieutenant-général                            | Major-général                            | Major-général                            | Brigadier-général                        | Brigadier-général                        | Colonel         | Colonel            | Lieutenant-colonel                | Lieutenant-colonel                | Major        | Major               | Capitaine            | Capitaine            | Lieutenant                    | Lieutenant                    | Lieutenant             | Sous-lieutenant     | Sous-lieutenant   | Sous-lieutenant                 | Không có tương đương                    | Không có tương đương                    | Không có tương đương                    | Không có tương đương                    | Không có tương đương                    | Không có tương đương                    | Élève-officier                                                                          | Élève-officier                                                                          | Élève-officier                                                                          | Élève-officier                                                                          | Élève-officier                                                                          | Élève-officier                                                                          |
| Lục quân Canada ·                  | Không có tương đương | Không có tương đương | Đại tướng                                          | Đại tướng                                         | Trung tướng                                   | Trung tướng                                   | Thiếu tướng                              | Thiếu tướng                              | Chuẩn tướng                              | Chuẩn tướng                              | Đại tá          | Đại tá             | Trung tá                          | Trung tá                          | Thiếu tá     | Thiếu tá            | Đại úy               | Đại úy               | Trung úy                      | Trung úy                      | Trung úy               | Thiếu úy            | Thiếu úy          | Thiếu úy                        | Không có tương đương                    | Không có tương đương                    | Không có tương đương                    | Không có tương đương                    | Không có tương đương                    | Không có tương đương                    | Học viên sĩ quan                                                                        | Học viên sĩ quan                                                                        | Học viên sĩ quan                                                                        | Học viên sĩ quan                                                                        | Học viên sĩ quan                                                                        | Học viên sĩ quan                                                                        |
| Lục quân Croatia ·                 |                      |                      |                                                    |                                                   |                                               |                                               |                                          |                                          |                                          |                                          |                 |                    |                                   |                                   |              |                     |                      |                      |                               |                               |                        |                     |                   |                                 | Không có tương đương                    | Không có tương đương                    | Không có tương đương                    | Không có tương đương                    | Không có tương đương                    | Không có tương đương                    | Không có tương đương                                                                    | Không có tương đương                                                                    | Không có tương đương                                                                    | Không có tương đương                                                                    | Không có tương đương                                                                    | Không có tương đương                                                                    |
| Lục quân Croatia ·                 | Stožerni general     | Stožerni general     | General zbora                                      | General zbora                                     | General pukovnik                              | General pukovnik                              | General bojnik                           | General bojnik                           | Brigadni general                         | Brigadni general                         | Brigadir        | Brigadir           | Pukovnik                          | Pukovnik                          | Bojnik       | Bojnik              | Satnik               | Satnik               | Natporučnik                   | Natporučnik                   | Natporučnik            | Poručnik            | Poručnik          | Poručnik                        | Không có tương đương                    | Không có tương đương                    | Không có tương đương                    | Không có tương đương                    | Không có tương đương                    | Không có tương đương                    | Không có tương đương                                                                    | Không có tương đương                                                                    | Không có tương đương                                                                    | Không có tương đương                                                                    | Không có tương đương                                                                    | Không có tương đương                                                                    |
| Lục quân Croatia ·                 | Thống tướng          | Thống tướng          | Đại tướng                                          | Đại tướng                                         | Trung tướng                                   | Trung tướng                                   | Thiếu tướng                              | Thiếu tướng                              | Chuẩn tướng                              | Chuẩn tướng                              | Đại tá          | Đại tá             | Trung tá                          | Trung tá                          | Thiếu tá     | Thiếu tá            | Đại úy               | Đại úy               | Trung úy                      | Trung úy                      | Trung úy               | Thiếu úy            | Thiếu úy          |                                 |                                         |                                         |                                         |                                         |                                         |                                         |                                                                                         |                                                                                         |                                                                                         |                                                                                         |                                                                                         | Không có tương đương                                                                    |
| Lục quân Cộng hòa Séc ·            | Không có tương đương | Không có tương đương |                                                    |                                                   |                                               |                                               |                                          |                                          |                                          |                                          |                 |                    |                                   |                                   |              |                     |                      |                      |                               |                               |                        |                     |                   |                                 | Không có tương đương                    | Không có tương đương                    | Không có tương đương                    | Không có tương đương                    | Không có tương đương                    | Không có tương đương                    | Không có tương đương                                                                    | Không có tương đương                                                                    | Không có tương đương                                                                    | Không có tương đương                                                                    | Không có tương đương                                                                    | Không có tương đương                                                                    |
| Lục quân Cộng hòa Séc ·            | Không có tương đương | Không có tương đương | Armádní generál                                    | Armádní generál                                   | Generálporučík                                | Generálporučík                                | Generálmajor                             | Generálmajor                             | Brigádní generál                         | Brigádní generál                         | Plukovník       | Plukovník          | Podplukovník                      | Podplukovník                      | Thiếu tá     | Thiếu tá            | Kapitán              | Kapitán              | Nadporučík                    | Nadporučík                    | Nadporučík             | Poručík             | Poručík           | Poručík                         | Không có tương đương                    | Không có tương đương                    | Không có tương đương                    | Không có tương đương                    | Không có tương đương                    | Không có tương đương                    | Không có tương đương                                                                    | Không có tương đương                                                                    | Không có tương đương                                                                    | Không có tương đương                                                                    | Không có tương đương                                                                    | Không có tương đương                                                                    |
| Lục quân Cộng hòa Séc ·            | Không có tương đương | Không có tương đương | Đại tướng                                          | Đại tướng                                         | Trung tướng                                   | Trung tướng                                   | Thiếu tướng                              | Thiếu tướng                              | Chuẩn tướng                              | Chuẩn tướng                              | Đại tá          | Đại tá             | Trung tá                          | Trung tá                          | Thiếu tá     | Thiếu tá            | Đại úy               | Đại úy               | Trung úy                      | Trung úy                      | Trung úy               | Thiếu úy            | Thiếu úy          | Thiếu úy                        | Không có tương đương                    | Không có tương đương                    | Không có tương đương                    | Không có tương đương                    | Không có tương đương                    | Không có tương đương                    | Không có tương đương                                                                    | Không có tương đương                                                                    | Không có tương đương                                                                    | Không có tương đương                                                                    | Không có tương đương                                                                    | Không có tương đương                                                                    |
| Quân đội Hoàng gia Đan Mạch        | Không có tương đương | Không có tương đương |                                                    |                                                   |                                               |                                               |                                          |                                          |                                          |                                          |                 |                    |                                   |                                   |              |                     |                      |                      |                               |                               |                        |                     |                   |                                 |                                         |                                         |                                         |                                         |                                         |                                         |                                                                                         |                                                                                         |                                                                                         |                                                                                         |                                                                                         |                                                                                         |
| Quân đội Hoàng gia Đan Mạch        | Không có tương đương | Không có tương đương | General                                            | General                                           | Generalløjtnant                               | Generalløjtnant                               | Generalmajor                             | Generalmajor                             | Brigadegeneral                           | Brigadegeneral                           | Oberst          | Oberst             | Oberstløjtnant                    | Oberstløjtnant                    | Thiếu tá     | Thiếu tá            | Kaptajn              | Kaptajn              | Premierløjtnant               | Premierløjtnant               | Premierløjtnant        | Løjtnant            | Løjtnant          | Løjtnant                        | Sekondløjtnant                          | Sekondløjtnant                          | Sekondløjtnant                          | Sekondløjtnant                          | Sekondløjtnant                          | Sekondløjtnant                          | Sergent (Officerselev)                                                                  | Sergent (Officerselev)                                                                  | Sergent (Officerselev)                                                                  | Sergent (Officerselev)                                                                  | Sergent (Officerselev)                                                                  | Sergent (Officerselev)                                                                  |
| Quân đội Hoàng gia Đan Mạch        | Không có tương đương | Không có tương đương | Đại tướng                                          | Đại tướng                                         | Trung tướng                                   | Trung tướng                                   | Thiếu tướng                              | Thiếu tướng                              | Chuẩn tướng                              | Chuẩn tướng                              | Đại tá          | Đại tá             | Trung tá                          | Trung tá                          | Thiếu tá     | Thiếu tá            | Đại úy               | Đại úy               | Trung úy                      | Trung úy                      | Trung úy               | Thiếu úy            | Thiếu úy          | Thiếu úy                        | Chuẩn úy                                | Chuẩn úy                                | Chuẩn úy                                | Chuẩn úy                                | Chuẩn úy                                | Chuẩn úy                                | Trung sĩ (Với cấp sĩ quan)                                                              | Trung sĩ (Với cấp sĩ quan)                                                              | Trung sĩ (Với cấp sĩ quan)                                                              | Trung sĩ (Với cấp sĩ quan)                                                              | Trung sĩ (Với cấp sĩ quan)                                                              | Trung sĩ (Với cấp sĩ quan)                                                              |
| Lục quân Estonia ·                 | Không có tương đương | Không có tương đương |                                                    |                                                   |                                               |                                               |                                          |                                          |                                          |                                          |                 |                    |                                   |                                   |              |                     |                      |                      |                               |                               |                        |                     |                   |                                 | Không có tương đương                    | Không có tương đương                    | Không có tương đương                    | Không có tương đương                    | Không có tương đương                    | Không có tương đương                    | Không có tương đương                                                                    | Không có tương đương                                                                    | Không có tương đương                                                                    | Không có tương đương                                                                    | Không có tương đương                                                                    | Không có tương đương                                                                    |
| Lục quân Estonia ·                 | Không có tương đương | Không có tương đương | Kindral                                            | Kindral                                           | Kindralleitnant                               | Kindralleitnant                               | Kindralmajor                             | Kindralmajor                             | Brigaadikindral                          | Brigaadikindral                          | Kolonel         | Kolonel            | Kolonelleitnant                   | Kolonelleitnant                   | Major        | Major               | Kapten               | Kapten               | Leitnant                      | Leitnant                      | Nooremleitnant         | Nooremleitnant      | Lipnik            | Lipnik                          | Không có tương đương                    | Không có tương đương                    | Không có tương đương                    | Không có tương đương                    | Không có tương đương                    | Không có tương đương                    | Không có tương đương                                                                    | Không có tương đương                                                                    | Không có tương đương                                                                    | Không có tương đương                                                                    | Không có tương đương                                                                    | Không có tương đương                                                                    |
| Lục quân Estonia ·                 | Không có tương đương | Không có tương đương | Đại tướng                                          | Đại tướng                                         | Trung tướng                                   | Trung tướng                                   | Thiếu tướng                              | Thiếu tướng                              | Chuẩn tướng                              | Chuẩn tướng                              | Đại tá          | Đại tá             | Trung tá                          | Trung tá                          | Thiếu tá     | Thiếu tá            | Đại úy               | Đại úy               | Thượng úy                     | Thượng úy                     | Trung úy               | Trung úy            | Thiếu úy          | Thiếu úy                        | Không có tương đương                    | Không có tương đương                    | Không có tương đương                    | Không có tương đương                    | Không có tương đương                    | Không có tương đương                    | Không có tương đương                                                                    | Không có tương đương                                                                    | Không có tương đương                                                                    | Không có tương đương                                                                    | Không có tương đương                                                                    | Không có tương đương                                                                    |
| Lục quân Phần Lan ·                | Không có tương đương | Không có tương đương |                                                    |                                                   |                                               |                                               |                                          |                                          |                                          |                                          | Colonel         | Colonel            | Lieutenant Colonel                | Lieutenant Colonel                | Major        | Major               | Captain              | Captain              |                               |                               | Lieutenant             | Lieutenant          | Second Lieutenant | Second Lieutenant               | Officer Candidate                       | Officer Candidate                       | Officer Candidate                       | Officer Candidate                       | Officer Candidate                       | Officer Candidate                       | Officer Student                                                                         | Officer Student                                                                         | Officer Student                                                                         | Officer Student                                                                         | Officer Student                                                                         | Officer Student                                                                         |
| Lục quân Phần Lan ·                | Không có tương đương | Không có tương đương | Kenraali General                                   | Kenraali General                                  | Kenraaliluutnantti Generallöjtnant            | Kenraaliluutnantti Generallöjtnant            | Kenraalimajuri Generalmajor              | Kenraalimajuri Generalmajor              | Prikaatikenraali Brigadgeneral           | Prikaatikenraali Brigadgeneral           | Eversti Överste | Eversti Överste    | Everstiluutnantti Överstelöjtnant | Everstiluutnantti Överstelöjtnant | Majuri Major | Majuri Major        | Kapteeni Kapten      | Kapteeni Kapten      | Yliluutnantti Premiärlöjtnant | Yliluutnantti Premiärlöjtnant | Luutnantti Löjtnant    | Luutnantti Löjtnant | Vänrikki Fänrik   | Vänrikki Fänrik                 | Upseerikokelas Officersaspirant         | Upseerikokelas Officersaspirant         | Upseerikokelas Officersaspirant         | Upseerikokelas Officersaspirant         | Upseerikokelas Officersaspirant         | Upseerikokelas Officersaspirant         | Upseerioppilas Officerselev                                                             | Upseerioppilas Officerselev                                                             | Upseerioppilas Officerselev                                                             | Upseerioppilas Officerselev                                                             | Upseerioppilas Officerselev                                                             | Upseerioppilas Officerselev                                                             |
| Lục quân Phần Lan ·                | Không có tương đương | Không có tương đương | Đại tướng                                          | Đại tướng                                         | Trung tướng                                   | Trung tướng                                   | Thiếu tướng                              | Thiếu tướng                              | Chuẩn tướng                              | Chuẩn tướng                              | Đại tá          | Đại tá             | Trung tá                          | Trung tá                          | Thiếu tá     | Thiếu tá            | Đại úy               | Đại úy               | Thượng úy                     | Thượng úy                     | Trung úy               | Trung úy            | Thiếu úy          | Thiếu úy                        | Sĩ quan dự tuyển                        | Sĩ quan dự tuyển                        | Sĩ quan dự tuyển                        | Sĩ quan dự tuyển                        | Sĩ quan dự tuyển                        | Sĩ quan dự tuyển                        | Học viên sĩ quan                                                                        | Học viên sĩ quan                                                                        | Học viên sĩ quan                                                                        | Học viên sĩ quan                                                                        | Học viên sĩ quan                                                                        | Học viên sĩ quan                                                                        |
| Lục quân Pháp ·                    |                      |                      |                                                    |                                                   |                                               |                                               |                                          |                                          |                                          |                                          |                 |                    |                                   |                                   |              |                     |                      |                      |                               |                               |                        |                     |                   |                                 |                                         |                                         |                                         |                                         |                                         |                                         |                                                                                         |                                                                                         |                                                                                         |                                                                                         |                                                                                         |                                                                                         |
| Maréchal de France                 | Maréchal de France   | Général d'armée      | Général d'armée                                    | Général de corps d'armée                          | Général de corps d'armée                      | Général de division                           | Général de division                      | Général de brigade                       | Général de brigade                       | Colonel                                  | Colonel         | Lieutenant-colonel | Lieutenant-colonel                | Commandant                        | Commandant   | Capitaine           | Capitaine            | Lieutenant           | Lieutenant                    | Lieutenant                    | Sous-lieutenant        | Sous-lieutenant     | Sous-lieutenant   | Aspirant                        | Aspirant                                | Aspirant                                | Aspirant                                | Aspirant                                | Aspirant                                | Élève-officier                          | Élève-officier                                                                          | Élève-officier                                                                          | Élève-officier                                                                          | Élève-officier                                                                          | Élève-officier                                                                          |                                                                                         |
| Thống chế Pháp                     | Thống chế Pháp       | Đại tướng            | Đại tướng                                          | Trung tướng                                       | Trung tướng                                   | Thiếu tướng                                   | Thiếu tướng                              | Chuẩn tướng                              | Chuẩn tướng                              | Đại tá                                   | Đại tá          | Trung tá           | Trung tá                          | Thiếu tá                          | Thiếu tá     | Đại úy              | Đại úy               | Trung úy             | Trung úy                      | Trung úy                      | Thiếu úy               | Thiếu úy            | Thiếu úy          | Sĩ quan dự tuyển                | Sĩ quan dự tuyển                        | Sĩ quan dự tuyển                        | Sĩ quan dự tuyển                        | Sĩ quan dự tuyển                        | Sĩ quan dự tuyển                        | Học viên sĩ quan                        | Học viên sĩ quan                                                                        | Học viên sĩ quan                                                                        | Học viên sĩ quan                                                                        | Học viên sĩ quan                                                                        | Học viên sĩ quan                                                                        |                                                                                         |
| Lục quân Đức ·                     | Không có tương đương | Không có tương đương |                                                    |                                                   |                                               |                                               |                                          |                                          |                                          |                                          |                 |                    |                                   |                                   |              |                     |                      |                      |                               |                               |                        |                     |                   |                                 |                                         |                                         |                                         |                                         |                                         |                                         | Cầu vai lính với sợi bạc mỏng dưới cùng là học viên sĩ quan                             | Cầu vai lính với sợi bạc mỏng dưới cùng là học viên sĩ quan                             | Cầu vai lính với sợi bạc mỏng dưới cùng là học viên sĩ quan                             | Cầu vai lính với sợi bạc mỏng dưới cùng là học viên sĩ quan                             | Cầu vai lính với sợi bạc mỏng dưới cùng là học viên sĩ quan                             | Cầu vai lính với sợi bạc mỏng dưới cùng là học viên sĩ quan                             |
| Lục quân Đức ·                     | Không có tương đương | Không có tương đương | General                                            | General                                           | Generalleutnant                               | Generalleutnant                               | Generalmajor                             | Generalmajor                             | Brigadegeneral                           | Brigadegeneral                           | Đại tá          | Đại tá             | Oberstleutnant                    | Oberstleutnant                    | Major        | Major               | Stabshauptmann       | Hauptmann            | Oberleutnant                  | Oberleutnant                  | Oberleutnant           | Leutnant            | Leutnant          | Leutnant                        | Oberfähnrich                            | Oberfähnrich                            | Fähnrich                                | Fähnrich                                | Fahnenjunker                            | Fahnenjunker                            | Cầu vai lính với sợi bạc mỏng dưới cùng là học viên sĩ quan                             | Cầu vai lính với sợi bạc mỏng dưới cùng là học viên sĩ quan                             | Cầu vai lính với sợi bạc mỏng dưới cùng là học viên sĩ quan                             | Cầu vai lính với sợi bạc mỏng dưới cùng là học viên sĩ quan                             | Cầu vai lính với sợi bạc mỏng dưới cùng là học viên sĩ quan                             | Cầu vai lính với sợi bạc mỏng dưới cùng là học viên sĩ quan                             |
| Lục quân Đức ·                     | Không có tương đương | Không có tương đương | Đại tướng                                          | Đại tướng                                         | Trung tướng                                   | Trung tướng                                   | Thiếu tướng                              | Thiếu tướng                              | Chuẩn tướng                              | Chuẩn tướng                              | Đại tá          | Đại tá             | Trung tá                          | Trung tá                          | Thiếu tá     | Thiếu tá            | Đại úy               | Thượng úy            | Trung úy                      | Trung úy                      | Trung úy               | Thiếu úy            | Thiếu úy          | Thiếu úy                        | Trưởng hiệu                             | Trưởng hiệu                             | Thám báo mặt trận (Ứng viên sĩ quan)    | Thám báo mặt trận (Ứng viên sĩ quan)    | Hộ vệ kỳ Trường binh (Ứng viên sĩ quan) | Hộ vệ kỳ Trường binh (Ứng viên sĩ quan) | Cầu vai lính với sợi bạc mỏng dưới cùng là học viên sĩ quan                             | Cầu vai lính với sợi bạc mỏng dưới cùng là học viên sĩ quan                             | Cầu vai lính với sợi bạc mỏng dưới cùng là học viên sĩ quan                             | Cầu vai lính với sợi bạc mỏng dưới cùng là học viên sĩ quan                             | Cầu vai lính với sợi bạc mỏng dưới cùng là học viên sĩ quan                             | Cầu vai lính với sợi bạc mỏng dưới cùng là học viên sĩ quan                             |
| Lục quân Hy Lạp ·                  | Không có tương đương | Không có tương đương |                                                    |                                                   |                                               |                                               |                                          |                                          |                                          |                                          |                 |                    |                                   |                                   |              |                     |                      |                      |                               |                               |                        |                     |                   |                                 |                                         |                                         |                                         |                                         |                                         |                                         | Không có tương đương                                                                    | Không có tương đương                                                                    | Không có tương đương                                                                    | Không có tương đương                                                                    | Không có tương đương                                                                    | Không có tương đương                                                                    |
| Lục quân Hy Lạp ·                  | Không có tương đương | Không có tương đương | Στρατηγός                                          | Στρατηγός                                         | Αντιστράτηγος                                 | Αντιστράτηγος                                 | Υποστράτηγος                             | Υποστράτηγος                             | Ταξίαρχος                                | Ταξίαρχος                                | Συνταγματάρχης  | Συνταγματάρχης     | Αντισυνταγματάρχης                | Αντισυνταγματάρχης                | Ταγματάρχης  | Ταγματάρχης         | Λοχαγός              | Λοχαγός              | Υπολοχαγός                    | Υπολοχαγός                    | Υπολοχαγός             | Ανθυπολοχαγός       | Ανθυπολοχαγός     | Ανθυπολοχαγός                   | Δόκιμος Έφεδρος Αξιωματικός             | Δόκιμος Έφεδρος Αξιωματικός             | Δόκιμος Έφεδρος Αξιωματικός             | Δόκιμος Έφεδρος Αξιωματικός             | Δόκιμος Έφεδρος Αξιωματικός             | Δόκιμος Έφεδρος Αξιωματικός             | Không có tương đương                                                                    | Không có tương đương                                                                    | Không có tương đương                                                                    | Không có tương đương                                                                    | Không có tương đương                                                                    | Không có tương đương                                                                    |
| Lục quân Hy Lạp ·                  | Không có tương đương | Không có tương đương | Stratigos                                          | Stratigos                                         | Antistratigos                                 | Antistratigos                                 | Ypostratigos                             | Ypostratigos                             | Taxiarchos                               | Taxiarchos                               | Syntagmatarchis | Syntagmatarchis    | Antisyntagmatarchis               | Antisyntagmatarchis               | Tagmatarchis | Tagmatarchis        | Lochagos             | Lochagos             | Ypolochagos                   | Ypolochagos                   | Ypolochagos            | Anthypolochagos     | Anthypolochagos   | Anthypolochagos                 | Dokimos efedros aksiomatikos            | Dokimos efedros aksiomatikos            | Dokimos efedros aksiomatikos            | Dokimos efedros aksiomatikos            | Dokimos efedros aksiomatikos            | Dokimos efedros aksiomatikos            | Không có tương đương                                                                    | Không có tương đương                                                                    | Không có tương đương                                                                    | Không có tương đương                                                                    | Không có tương đương                                                                    | Không có tương đương                                                                    |
| Lục quân Hy Lạp ·                  | Không có tương đương | Không có tương đương | Đại tướng                                          | Đại tướng                                         | Trung tướng                                   | Trung tướng                                   | Thiếu tướng                              | Thiếu tướng                              | Chuẩn tướng                              | Chuẩn tướng                              | Đại tá          | Đại tá             | Trung tá                          | Trung tá                          | Thiếu tá     | Thiếu tá            | Đại úy               | Đại úy               | Trung úy                      | Trung úy                      | Trung úy               | Thiếu úy            | Thiếu úy          | Thiếu úy                        | Sĩ quan được chỉ định không thường trực | Sĩ quan được chỉ định không thường trực | Sĩ quan được chỉ định không thường trực | Sĩ quan được chỉ định không thường trực | Sĩ quan được chỉ định không thường trực | Sĩ quan được chỉ định không thường trực | Không có tương đương                                                                    | Không có tương đương                                                                    | Không có tương đương                                                                    | Không có tương đương                                                                    | Không có tương đương                                                                    | Không có tương đương                                                                    |
| Lục quân Hungary ·                 | Không có tương đương | Không có tương đương |                                                    |                                                   |                                               |                                               |                                          |                                          |                                          |                                          |                 |                    |                                   |                                   |              |                     |                      |                      |                               |                               |                        |                     |                   |                                 | Không có tương đương                    | Không có tương đương                    | Không có tương đương                    | Không có tương đương                    | Không có tương đương                    | Không có tương đương                    | Không có phù hiệu                                                                       | Không có phù hiệu                                                                       | Không có phù hiệu                                                                       | Không có phù hiệu                                                                       | Không có phù hiệu                                                                       | Không có phù hiệu                                                                       |
| Lục quân Hungary ·                 | Không có tương đương | Không có tương đương | Vezérezredes                                       | Vezérezredes                                      | Altábornagy                                   | Altábornagy                                   | Vezérőrnagy                              | Vezérőrnagy                              | Dandártábornok                           | Dandártábornok                           | Ezredes         | Ezredes            | Alezredes                         | Alezredes                         | Őrnagy       | Őrnagy              | Százados             | Százados             | Főhadnagy                     | Főhadnagy                     | Főhadnagy              | Hadnagy             | Hadnagy           | Hadnagy                         | Không có tương đương                    | Không có tương đương                    | Không có tương đương                    | Không có tương đương                    | Không có tương đương                    | Không có tương đương                    | Honvédtisztjelölt                                                                       | Honvédtisztjelölt                                                                       | Honvédtisztjelölt                                                                       | Honvédtisztjelölt                                                                       | Honvédtisztjelölt                                                                       | Honvédtisztjelölt                                                                       |
| Lục quân Hungary ·                 | Không có tương đương | Không có tương đương | Chỉ huy trưởng trung đoàn                          | Chỉ huy trưởng trung đoàn                         | Phó thống chế                                 | Phó thống chế                                 | Thiếu tướng                              | Thiếu tướng                              | Tướng lữ đoàn                            | Tướng lữ đoàn                            | Đại tá          | Đại tá             | Trung tá                          | Trung tá                          | Thiếu tá     | Thiếu tá            | Đại úy               | Đại úy               | Trung úy                      | Trung úy                      | Trung úy               | Thiếu úy            | Thiếu úy          | Thiếu úy                        | Không có tương đương                    | Không có tương đương                    | Không có tương đương                    | Không có tương đương                    | Không có tương đương                    | Không có tương đương                    | Học viên sĩ quan                                                                        | Học viên sĩ quan                                                                        | Học viên sĩ quan                                                                        | Học viên sĩ quan                                                                        | Học viên sĩ quan                                                                        | Học viên sĩ quan                                                                        |
| Lực lượng gìn giữ hòa bình Iceland | Không có tương đương | Không có tương đương | Không có tương đương                               | Không có tương đương                              | Không có tương đương                          | Không có tương đương                          | Không có tương đương                     | Không có tương đương                     | Không có tương đương                     | Không có tương đương                     |                 |                    |                                   |                                   |              |                     |                      |                      |                               |                               |                        |                     |                   |                                 | Không có tương đương                    | Không có tương đương                    | Không có tương đương                    | Không có tương đương                    | Không có tương đương                    | Không có tương đương                    | Không có tương đương                                                                    | Không có tương đương                                                                    | Không có tương đương                                                                    | Không có tương đương                                                                    | Không có tương đương                                                                    | Không có tương đương                                                                    |
| Lực lượng gìn giữ hòa bình Iceland | Không có tương đương | Không có tương đương | Không có tương đương                               | Không có tương đương                              | Không có tương đương                          | Không có tương đương                          | Không có tương đương                     | Không có tương đương                     | Không có tương đương                     | Không có tương đương                     | Ofursti         | Ofursti            | Undirofursti                      | Undirofursti                      | Majór        | Majór               | Höfuðsmaður          | Höfuðsmaður          | Liðsforingi                   | Liðsforingi                   | Liðsforingi            | Undirliðsforingi    | Undirliðsforingi  | Undirliðsforingi                | Không có tương đương                    | Không có tương đương                    | Không có tương đương                    | Không có tương đương                    | Không có tương đương                    | Không có tương đương                    | Không có tương đương                                                                    | Không có tương đương                                                                    | Không có tương đương                                                                    | Không có tương đương                                                                    | Không có tương đương                                                                    | Không có tương đương                                                                    |
| Lực lượng gìn giữ hòa bình Iceland | Không có tương đương | Không có tương đương | Không có tương đương                               | Không có tương đương                              | Không có tương đương                          | Không có tương đương                          | Không có tương đương                     | Không có tương đương                     | Không có tương đương                     | Không có tương đương                     | Đại tá          | Đại tá             | Trung tá                          | Trung tá                          | Thiếu tá     | Thiếu tá            | Đại úy               | Đại úy               | Trung úy                      | Trung úy                      | Trung úy               | Thiếu úy            | Thiếu úy          | Thiếu úy                        | Không có tương đương                    | Không có tương đương                    | Không có tương đương                    | Không có tương đương                    | Không có tương đương                    | Không có tương đương                    | Không có tương đương                                                                    | Không có tương đương                                                                    | Không có tương đương                                                                    | Không có tương đương                                                                    | Không có tương đương                                                                    | Không có tương đương                                                                    |
| Lục quân Ý ·                       |                      |                      |                                                    |                                                   |                                               |                                               |                                          |                                          |                                          |                                          |                 |                    |                                   |                                   |              |                     |                      |                      |                               |                               |                        |                     |                   |                                 | Không có tương đương                    | Không có tương đương                    | Không có tương đương                    | Không có tương đương                    | Không có tương đương                    | Không có tương đương                    |                                                                                         |                                                                                         |                                                                                         |                                                                                         |                                                                                         |                                                                                         |
| Lục quân Ý ·                       | Generale             | Generale             | Generale di Corpo d'Armata con Incarichi Speciali  | Generale di Corpo d'Armata con Incarichi Speciali | Generale di Corpo d'Armata (Tenente Generale) | Generale di Corpo d'Armata (Tenente Generale) | Generale di Divisione (Maggior Generale) | Generale di Divisione (Maggior Generale) | Generale di Brigata (Brigadier Generale) | Generale di Brigata (Brigadier Generale) | Colonnello      | Colonnello         | Tenente Colonnello                | Tenente Colonnello                | Maggiore     | Maggiore            | Primo capitano       | Capitano             | Tenente                       | Tenente                       | Tenente                | Sottotenente        | Sottotenente      | Sottotenente                    | Không có tương đương                    | Không có tương đương                    | Không có tương đương                    | Không có tương đương                    | Không có tương đương                    | Không có tương đương                    | Allievo Ufficiale                                                                       | Allievo Ufficiale                                                                       | Allievo Ufficiale                                                                       | Allievo Ufficiale                                                                       | Allievo Ufficiale                                                                       | Allievo Ufficiale                                                                       |
| Lục quân Ý ·                       | Đại tướng            | Đại tướng            | Trung tướng với nhiệm vụ đặc biệt                  | Trung tướng với nhiệm vụ đặc biệt                 | Trung tướng                                   | Trung tướng                                   | Thiếu tướng                              | Thiếu tướng                              | Chuẩn tướng                              | Chuẩn tướng                              | Đại tá          | Đại tá             | Trung tá                          | Trung tá                          | Thiếu tá     | Thiếu tá            | Đại úy               | Thượng úy            | Trung úy                      | Trung úy                      | Trung úy               | Thiếu úy            | Thiếu úy          | Thiếu úy                        | Không có tương đương                    | Không có tương đương                    | Không có tương đương                    | Không có tương đương                    | Không có tương đương                    | Không có tương đương                    | Học viên sĩ quan                                                                        | Học viên sĩ quan                                                                        | Học viên sĩ quan                                                                        | Học viên sĩ quan                                                                        | Học viên sĩ quan                                                                        | Học viên sĩ quan                                                                        |
| Lục quân Latvia ·                  | Không có tương đương | Không có tương đương | Không có tương đương                               | Không có tương đương                              |                                               |                                               |                                          |                                          |                                          |                                          |                 |                    |                                   |                                   |              |                     |                      |                      |                               |                               |                        |                     |                   |                                 |                                         |                                         |                                         |                                         |                                         |                                         | Không có tương đương                                                                    | Không có tương đương                                                                    | Không có tương đương                                                                    | Không có tương đương                                                                    | Không có tương đương                                                                    | Không có tương đương                                                                    |
| Lục quân Latvia ·                  | Không có tương đương | Không có tương đương | Không có tương đương                               | Không có tương đương                              | Ģenerālleitnants                              | Ģenerālleitnants                              | Ģenerālmajors                            | Ģenerālmajors                            | Brigādes ģenerālis                       | Brigādes ģenerālis                       | Pulkvedis       | Pulkvedis          | Pulkvežleitnants                  | Pulkvežleitnants                  | Majors       | Majors              | Kapteinis            | Kapteinis            | Virs-leitnants                | Virs-leitnants                | Virs-leitnants         | Leitnants           | Leitnants         | Leitnants                       | Kadets                                  | Kadets                                  | Kadets                                  | Kadets                                  | Kadets                                  | Kadets                                  | Không có tương đương                                                                    | Không có tương đương                                                                    | Không có tương đương                                                                    | Không có tương đương                                                                    | Không có tương đương                                                                    | Không có tương đương                                                                    |
| Lục quân Latvia ·                  | Không có tương đương | Không có tương đương | Không có tương đương                               | Không có tương đương                              | Trung tướng                                   | Trung tướng                                   | Thiếu tướng                              | Thiếu tướng                              | Chuẩn tướng                              | Chuẩn tướng                              | Đại tá          | Đại tá             | Trung tá                          | Trung tá                          | Thiếu tá     | Thiếu tá            | Đại úy               | Đại úy               | Trung úy                      | Trung úy                      | Trung úy               | Thiếu úy            | Thiếu úy          | Thiếu úy                        | Sĩ quan dự tuyển                        | Sĩ quan dự tuyển                        | Sĩ quan dự tuyển                        | Sĩ quan dự tuyển                        | Sĩ quan dự tuyển                        | Sĩ quan dự tuyển                        | Không có tương đương                                                                    | Không có tương đương                                                                    | Không có tương đương                                                                    | Không có tương đương                                                                    | Không có tương đương                                                                    | Không có tương đương                                                                    |
| Lục quân Litva ·                   | Không có tương đương | Không có tương đương | Không có tương đương                               | Không có tương đương                              |                                               |                                               |                                          |                                          |                                          |                                          |                 |                    |                                   |                                   |              |                     |                      |                      |                               |                               |                        |                     |                   |                                 | Không có tương đương                    | Không có tương đương                    | Không có tương đương                    | Không có tương đương                    | Không có tương đương                    | Không có tương đương                    | [ a ]                                                                                   | [ a ]                                                                                   | [ a ]                                                                                   | [ a ]                                                                                   | [ a ]                                                                                   | [ a ]                                                                                   |
| Lục quân Litva ·                   | Không có tương đương | Không có tương đương | Không có tương đương                               | Không có tương đương                              | Generolas leitenantas                         | Generolas leitenantas                         | Generolas majoras                        | Generolas majoras                        | Brigados generolas                       | Brigados generolas                       | Pulkininkas     | Pulkininkas        | Pulkininkas leitenantas           | Pulkininkas leitenantas           | Majoras      | Majoras             | Kapitonas            | Kapitonas            | Vyresnysis leitenantas        | Vyresnysis leitenantas        | Vyresnysis leitenantas | Leitenantas         | Leitenantas       | Leitenantas                     | Không có tương đương                    | Không có tương đương                    | Không có tương đương                    | Không có tương đương                    | Không có tương đương                    | Không có tương đương                    | Kariūnas                                                                                | Kariūnas                                                                                | Kariūnas                                                                                | Kariūnas                                                                                | Kariūnas                                                                                | Kariūnas                                                                                |
| Lục quân Litva ·                   | Không có tương đương | Không có tương đương | Không có tương đương                               | Không có tương đương                              | Trung tướng                                   | Trung tướng                                   | Thiếu tướng                              | Thiếu tướng                              | Chuẩn tướng                              | Chuẩn tướng                              | Đại tá          | Đại tá             | Trung tá                          | Trung tá                          | Thiếu tá     | Thiếu tá            | Đại úy               | Đại úy               | Trung úy                      | Trung úy                      | Trung úy               | Thiếu úy            | Thiếu úy          | Thiếu úy                        | Không có tương đương                    | Không có tương đương                    | Không có tương đương                    | Không có tương đương                    | Không có tương đương                    | Không có tương đương                    | Học viên sĩ quan                                                                        | Học viên sĩ quan                                                                        | Học viên sĩ quan                                                                        | Học viên sĩ quan                                                                        | Học viên sĩ quan                                                                        | Học viên sĩ quan                                                                        |
| Lục quân Luxembourg ·              | Không có tương đương | Không có tương đương | Không có tương đương                               | Không có tương đương                              | Không có tương đương                          | Không có tương đương                          | Không có tương đương                     | Không có tương đương                     |                                          |                                          |                 |                    |                                   |                                   |              |                     |                      |                      |                               |                               |                        |                     |                   |                                 |                                         |                                         |                                         |                                         |                                         |                                         | Không có tương đương                                                                    | Không có tương đương                                                                    | Không có tương đương                                                                    | Không có tương đương                                                                    | Không có tương đương                                                                    | Không có tương đương                                                                    |
| Lục quân Luxembourg ·              | Không có tương đương | Không có tương đương | Không có tương đương                               | Không có tương đương                              | Không có tương đương                          | Không có tương đương                          | Không có tương đương                     | Không có tương đương                     | Général                                  | Général                                  | Colonel         | Colonel            | Lieutenant-colonel                | Lieutenant-colonel                | Major        | Major               | Capitaine            | Capitaine            | Lieutenant en premier         | Lieutenant en premier         | Lieutenant en premier  | Lieutenant          | Lieutenant        | Lieutenant                      | Aspirant-officier                       | Aspirant-officier                       | Aspirant-officier                       | Aspirant-officier                       | Aspirant-officier                       | Aspirant-officier                       | Không có tương đương                                                                    | Không có tương đương                                                                    | Không có tương đương                                                                    | Không có tương đương                                                                    | Không có tương đương                                                                    | Không có tương đương                                                                    |
| Lục quân Luxembourg ·              | Không có tương đương | Không có tương đương | Không có tương đương                               | Không có tương đương                              | Không có tương đương                          | Không có tương đương                          | Không có tương đương                     | Không có tương đương                     | Tướng                                    | Tướng                                    | Đại tá          | Đại tá             | Trung tá                          | Trung tá                          | Thiếu tá     | Thiếu tá            | Đại úy               | Đại úy               | Trung úy                      | Trung úy                      | Trung úy               | Thiếu úy            | Thiếu úy          | Thiếu úy                        | Sĩ quan dự tuyển                        | Sĩ quan dự tuyển                        | Sĩ quan dự tuyển                        | Sĩ quan dự tuyển                        | Sĩ quan dự tuyển                        | Sĩ quan dự tuyển                        | Không có tương đương                                                                    | Không có tương đương                                                                    | Không có tương đương                                                                    | Không có tương đương                                                                    | Không có tương đương                                                                    | Không có tương đương                                                                    |
| Lục quân Montenegro ·              | Không có tương đương | Không có tương đương |                                                    |                                                   |                                               |                                               |                                          |                                          |                                          |                                          |                 |                    |                                   |                                   |              |                     |                      |                      |                               |                               |                        |                     |                   |                                 | Không có tương đương                    | Không có tương đương                    | Không có tương đương                    | Không có tương đương                    | Không có tương đương                    | Không có tương đương                    | Không có tương đương                                                                    | Không có tương đương                                                                    | Không có tương đương                                                                    | Không có tương đương                                                                    | Không có tương đương                                                                    | Không có tương đương                                                                    |
| Lục quân Montenegro ·              | Không có tương đương | Không có tương đương | General pukovnik                                   | General pukovnik                                  | General potpukovnik                           | General potpukovnik                           | General major                            | General major                            | Brigadir general                         | Brigadir general                         | Pukovnik        | Pukovnik           | Potpukovnik                       | Potpukovnik                       | Major        | Major               | Kapetan              | Kapetan              | Poručnik                      | Poručnik                      | Poručnik               | Potporučnik         | Potporučnik       | Potporučnik                     | Không có tương đương                    | Không có tương đương                    | Không có tương đương                    | Không có tương đương                    | Không có tương đương                    | Không có tương đương                    | Không có tương đương                                                                    | Không có tương đương                                                                    | Không có tương đương                                                                    | Không có tương đương                                                                    | Không có tương đương                                                                    | Không có tương đương                                                                    |
| Lục quân Montenegro ·              | Không có tương đương | Không có tương đương | Thượng tướng                                       | Thượng tướng                                      | Trung tướng                                   | Trung tướng                                   | Thiếu tướng                              | Thiếu tướng                              | Chuẩn tướng                              | Chuẩn tướng                              | Đại tá          | Đại tá             | Trung tá                          | Trung tá                          | Thiếu tá     | Thiếu tá            | Đại úy               | Đại úy               | Trung úy                      | Trung úy                      | Trung úy               | Thiếu úy            | Thiếu úy          | Thiếu úy                        | Không có tương đương                    | Không có tương đương                    | Không có tương đương                    | Không có tương đương                    | Không có tương đương                    | Không có tương đương                    | Không có tương đương                                                                    | Không có tương đương                                                                    | Không có tương đương                                                                    | Không có tương đương                                                                    | Không có tương đương                                                                    | Không có tương đương                                                                    |
| Lục quân Bắc Macedonia ·           | Không có tương đương | Không có tương đương |                                                    |                                                   |                                               |                                               |                                          |                                          |                                          |                                          |                 |                    |                                   |                                   |              |                     |                      |                      |                               |                               |                        |                     |                   |                                 | Không có tương đương                    | Không có tương đương                    | Không có tương đương                    | Không có tương đương                    | Không có tương đương                    | Không có tương đương                    | Không có tương đương                                                                    | Không có tương đương                                                                    | Không có tương đương                                                                    | Không có tương đương                                                                    | Không có tương đương                                                                    | Không có tương đương                                                                    |
| Lục quân Bắc Macedonia ·           | Không có tương đương | Không có tương đương | Генерал                                            | Генерал                                           | Генерал потполковник                          | Генерал потполковник                          | Генерал мајор                            | Генерал мајор                            | Бригаден генерал                         | Бригаден генерал                         | Полковник       | Полковник          | Потполковник                      | Потполковник                      | Мајор        | Мајор               | Капетан              | Капетан              | Поручник                      | Поручник                      | Поручник               | Потпоручник         | Потпоручник       | Потпоручник                     | Không có tương đương                    | Không có tương đương                    | Không có tương đương                    | Không có tương đương                    | Không có tương đương                    | Không có tương đương                    | Không có tương đương                                                                    | Không có tương đương                                                                    | Không có tương đương                                                                    | Không có tương đương                                                                    | Không có tương đương                                                                    | Không có tương đương                                                                    |
| Lục quân Bắc Macedonia ·           | Không có tương đương | Không có tương đương | General                                            | General                                           | General potpolkovnik                          | General potpolkovnik                          | General major                            | General major                            | Brigaden general                         | Brigaden general                         | Polkovnik       | Polkovnik          | Potpolkovnik                      | Potpolkovnik                      | Major        | Major               | Kapetan              | Kapetan              | Poručnik                      | Poručnik                      | Poručnik               | Potporučnik         | Potporučnik       | Potporučnik                     | Không có tương đương                    | Không có tương đương                    | Không có tương đương                    | Không có tương đương                    | Không có tương đương                    | Không có tương đương                    | Không có tương đương                                                                    | Không có tương đương                                                                    | Không có tương đương                                                                    | Không có tương đương                                                                    | Không có tương đương                                                                    | Không có tương đương                                                                    |
| Lục quân Bắc Macedonia ·           | Không có tương đương | Không có tương đương | Đại tướng                                          | Đại tướng                                         | Trung tướng                                   | Trung tướng                                   | Thiếu tướng                              | Thiếu tướng                              | Chuẩn tướng                              | Chuẩn tướng                              | Đại tá          | Đại tá             | Trung tá                          | Trung tá                          | Thiếu tá     | Thiếu tá            | Đại úy               | Đại úy               | Trung úy                      | Trung úy                      | Trung úy               | Thiếu úy            | Thiếu úy          | Thiếu úy                        | Không có tương đương                    | Không có tương đương                    | Không có tương đương                    | Không có tương đương                    | Không có tương đương                    | Không có tương đương                    | Không có tương đương                                                                    | Không có tương đương                                                                    | Không có tương đương                                                                    | Không có tương đương                                                                    | Không có tương đương                                                                    | Không có tương đương                                                                    |
| Quân đội Hoàng gia Hà Lan ·        | Không có tương đương | Không có tương đương |                                                    |                                                   |                                               |                                               |                                          |                                          |                                          |                                          |                 |                    |                                   |                                   |              |                     |                      |                      |                               |                               |                        |                     |                   |                                 |                                         |                                         |                                         |                                         |                                         |                                         | Cầu vai lính nhập ngũ với biểu tượng của Học viện Quân sự Hoàng gia là học viên sĩ quan | Cầu vai lính nhập ngũ với biểu tượng của Học viện Quân sự Hoàng gia là học viên sĩ quan | Cầu vai lính nhập ngũ với biểu tượng của Học viện Quân sự Hoàng gia là học viên sĩ quan | Cầu vai lính nhập ngũ với biểu tượng của Học viện Quân sự Hoàng gia là học viên sĩ quan | Cầu vai lính nhập ngũ với biểu tượng của Học viện Quân sự Hoàng gia là học viên sĩ quan | Cầu vai lính nhập ngũ với biểu tượng của Học viện Quân sự Hoàng gia là học viên sĩ quan |
| Quân đội Hoàng gia Hà Lan ·        | Không có tương đương | Không có tương đương | Generaal                                           | Generaal                                          | Luitenant-generaal                            | Luitenant-generaal                            | Generaal-majoor                          | Generaal-majoor                          | Brigadegeneraal                          | Brigadegeneraal                          | Kolonel         | Kolonel            | Luitenant-kolonel                 | Luitenant-kolonel                 | Majoor       | Majoor              | Kapitein/ Ritmeester | Kapitein/ Ritmeester | Eerste luitenant              | Eerste luitenant              | Eerste luitenant       | Tweede luitenant    | Tweede luitenant  | Tweede luitenant                | Vaandrig/ Kornet                        | Vaandrig/ Kornet                        | Vaandrig/ Kornet                        | Vaandrig/ Kornet                        | Vaandrig/ Kornet                        | Vaandrig/ Kornet                        | Cầu vai lính nhập ngũ với biểu tượng của Học viện Quân sự Hoàng gia là học viên sĩ quan | Cầu vai lính nhập ngũ với biểu tượng của Học viện Quân sự Hoàng gia là học viên sĩ quan | Cầu vai lính nhập ngũ với biểu tượng của Học viện Quân sự Hoàng gia là học viên sĩ quan | Cầu vai lính nhập ngũ với biểu tượng của Học viện Quân sự Hoàng gia là học viên sĩ quan | Cầu vai lính nhập ngũ với biểu tượng của Học viện Quân sự Hoàng gia là học viên sĩ quan | Cầu vai lính nhập ngũ với biểu tượng của Học viện Quân sự Hoàng gia là học viên sĩ quan |
| Quân đội Hoàng gia Hà Lan ·        | Không có tương đương | Không có tương đương | Đại tướng                                          | Đại tướng                                         | Trung tướng                                   | Trung tướng                                   | Thiếu tướng                              | Thiếu tướng                              | Chuẩn tướng                              | Chuẩn tướng                              | Đại tá          | Đại tá             | Trung tá                          | Trung tá                          | Thiếu tá     | Thiếu tá            | Đại úy               | Đại úy               | Trung úy                      | Trung úy                      | Trung úy               | Thiếu úy            | Thiếu úy          | Thiếu úy                        | Sĩ quan dự tuyển                        | Sĩ quan dự tuyển                        | Sĩ quan dự tuyển                        | Sĩ quan dự tuyển                        | Sĩ quan dự tuyển                        | Sĩ quan dự tuyển                        | Cầu vai lính nhập ngũ với biểu tượng của Học viện Quân sự Hoàng gia là học viên sĩ quan | Cầu vai lính nhập ngũ với biểu tượng của Học viện Quân sự Hoàng gia là học viên sĩ quan | Cầu vai lính nhập ngũ với biểu tượng của Học viện Quân sự Hoàng gia là học viên sĩ quan | Cầu vai lính nhập ngũ với biểu tượng của Học viện Quân sự Hoàng gia là học viên sĩ quan | Cầu vai lính nhập ngũ với biểu tượng của Học viện Quân sự Hoàng gia là học viên sĩ quan | Cầu vai lính nhập ngũ với biểu tượng của Học viện Quân sự Hoàng gia là học viên sĩ quan |
| Quân đội Na Uy ·                   | Không có tương đương | Không có tương đương |                                                    |                                                   |                                               |                                               |                                          |                                          |                                          |                                          |                 |                    |                                   |                                   |              |                     |                      |                      |                               |                               |                        |                     |                   |                                 | Không có tương đương                    | Không có tương đương                    | Không có tương đương                    | Không có tương đương                    | Không có tương đương                    | Không có tương đương                    |                                                                                         |                                                                                         |                                                                                         |                                                                                         |                                                                                         |                                                                                         |
| Quân đội Na Uy ·                   | Không có tương đương | Không có tương đương | General                                            | General                                           | Generalløytnant                               | Generalløytnant                               | Generalmajor                             | Generalmajor                             | Brigader                                 | Brigader                                 | Oberst          | Oberst             | Oberstløytnant                    | Oberstløytnant                    | Major        | Major               | Kaptein/ Rittmester  | Kaptein/ Rittmester  | Løytnant                      | Løytnant                      | Løytnant               | Fenrik              | Fenrik            | Fenrik                          | Không có tương đương                    | Không có tương đương                    | Không có tương đương                    | Không có tương đương                    | Không có tương đương                    | Không có tương đương                    | Kadett                                                                                  | Kadett                                                                                  | Kadett                                                                                  | Kadett                                                                                  | Kadett                                                                                  | Kadett                                                                                  |
| Quân đội Na Uy ·                   | Không có tương đương | Không có tương đương | Đại tướng                                          | Đại tướng                                         | Trung tướng                                   | Trung tướng                                   | Thiếu tướng                              | Thiếu tướng                              | Chuẩn tướng                              | Chuẩn tướng                              | Đại tá          | Đại tá             | Trung tá                          | Trung tá                          | Thiếu tá     | Thiếu tá            | Đại úy               | Đại úy               | Trung úy                      | Trung úy                      | Trung úy               | Thiếu úy            | Thiếu úy          | Thiếu úy                        | Không có tương đương                    | Không có tương đương                    | Không có tương đương                    | Không có tương đương                    | Không có tương đương                    | Không có tương đương                    | Học viên sĩ quan                                                                        | Học viên sĩ quan                                                                        | Học viên sĩ quan                                                                        | Học viên sĩ quan                                                                        | Học viên sĩ quan                                                                        | Học viên sĩ quan                                                                        |
| Lục quân Ba Lan ·                  |                      |                      |                                                    |                                                   |                                               |                                               |                                          |                                          |                                          |                                          |                 |                    |                                   |                                   |              |                     |                      |                      |                               |                               |                        |                     |                   |                                 | Không có tương đương                    | Không có tương đương                    | Không có tương đương                    | Không có tương đương                    | Không có tương đương                    | Không có tương đương                    | Có nhiều cấp bậc                                                                        | Có nhiều cấp bậc                                                                        | Có nhiều cấp bậc                                                                        | Có nhiều cấp bậc                                                                        | Có nhiều cấp bậc                                                                        | Có nhiều cấp bậc                                                                        |
| Lục quân Ba Lan ·                  | Marszałek Polski     | Marszałek Polski     | Generał                                            | Generał                                           | Generał broni                                 | Generał broni                                 | Generał dywizji                          | Generał dywizji                          | Generał brygady                          | Generał brygady                          | Pułkownik       | Pułkownik          | Podpułkownik                      | Podpułkownik                      | Major        | Major               | Kapitan              | Kapitan              | Porucznik                     | Porucznik                     | Porucznik              | Podporucznik        | Podporucznik      | Podporucznik                    | Không có tương đương                    | Không có tương đương                    | Không có tương đương                    | Không có tương đương                    | Không có tương đương                    | Không có tương đương                    | Podchorąży                                                                              | Podchorąży                                                                              | Podchorąży                                                                              | Podchorąży                                                                              | Podchorąży                                                                              | Podchorąży                                                                              |
| Lục quân Ba Lan ·                  | Nguyên soái Ba Lan   | Nguyên soái Ba Lan   | Đại tướng                                          | Đại tướng                                         | Trung tướng                                   | Trung tướng                                   | Thiếu tướng                              | Thiếu tướng                              | Chuẩn tướng                              | Chuẩn tướng                              | Đại tá          | Đại tá             | Trung tá                          | Trung tá                          | Thiếu tá     | Thiếu tá            | Đại úy               | Đại úy               | Trung úy                      | Trung úy                      | Trung úy               | Thiếu úy            | Thiếu úy          | Thiếu úy                        | Không có tương đương                    | Không có tương đương                    | Không có tương đương                    | Không có tương đương                    | Không có tương đương                    | Không có tương đương                    | Học sinh sĩ quan                                                                        | Học sinh sĩ quan                                                                        | Học sinh sĩ quan                                                                        | Học sinh sĩ quan                                                                        | Học sinh sĩ quan                                                                        | Học sinh sĩ quan                                                                        |
| Quân đội Bồ Đào Nha ·              |                      |                      |                                                    |                                                   |                                               |                                               |                                          |                                          |                                          |                                          |                 |                    |                                   |                                   |              |                     |                      |                      |                               |                               |                        |                     |                   |                                 |                                         |                                         |                                         |                                         |                                         |                                         |                                                                                         |                                                                                         |                                                                                         |                                                                                         |                                                                                         |                                                                                         |
| Marechal do exército               | Marechal do exército | General              | General                                            | Tenente-general                                   | Tenente-general                               | Major-general                                 | Major-general                            | Brigadeiro-general                       | Brigadeiro-general                       | Coronel-tirocinado                       | Coronel         | Tenente-coronel    | Tenente-coronel                   | Major                             | Major        | Capitão             | Capitão              | Tenente              | Tenente                       | Tenente                       | Alferes                | Alferes             | Alferes           | Aspirante-a-oficial             | Aspirante-a-oficial                     | Aspirante-a-oficial                     | Aspirante-a-oficial                     | Aspirante-a-oficial                     | Aspirante-a-oficial                     | Cadete                                  | Cadete                                                                                  | Cadete                                                                                  | Cadete                                                                                  | Cadete                                                                                  | Cadete                                                                                  |                                                                                         |
| Nguyên soái quân đội               | Nguyên soái quân đội | Đại tướng            | Đại tướng                                          | Trung tướng                                       | Trung tướng                                   | Thiếu tướng                                   | Thiếu tướng                              | Chuẩn tướng                              | Chuẩn tướng                              | Đại tá - thực tập sinh                   | Đại tá          | Trung tá           | Trung tá                          | Thiếu tá                          | Thiếu tá     | Đại úy              | Đại úy               | Trung úy             | Trung úy                      | Trung úy                      | Thiếu úy               | Thiếu úy            | Thiếu úy          | Ứng viên sĩ quan                | Ứng viên sĩ quan                        | Ứng viên sĩ quan                        | Ứng viên sĩ quan                        | Ứng viên sĩ quan                        | Ứng viên sĩ quan                        | Học viên sĩ quan                        | Học viên sĩ quan                                                                        | Học viên sĩ quan                                                                        | Học viên sĩ quan                                                                        | Học viên sĩ quan                                                                        | Học viên sĩ quan                                                                        |                                                                                         |
| Lục quân Romania ·                 |                      |                      |                                                    |                                                   |                                               |                                               |                                          |                                          |                                          |                                          |                 |                    |                                   |                                   |              |                     |                      |                      |                               |                               |                        |                     |                   |                                 | Không có tương đương                    | Không có tương đương                    | Không có tương đương                    | Không có tương đương                    | Không có tương đương                    | Không có tương đương                    | Không có tương đương                                                                    | Không có tương đương                                                                    | Không có tương đương                                                                    | Không có tương đương                                                                    | Không có tương đương                                                                    | Không có tương đương                                                                    |
| Lục quân Romania ·                 | Mareșal              | Mareșal              | General                                            | General                                           | General-locotenent                            | General-locotenent                            | General-maior                            | General-maior                            | General de brigadă                       | General de brigadă                       | Colonel         | Colonel            | Locotenent-colonel                | Locotenent-colonel                | Maior        | Maior               | Căpitan              | Căpitan              | Locotenent                    | Locotenent                    | Locotenent             | Sublocotenent       | Sublocotenent     | Sublocotenent                   | Không có tương đương                    | Không có tương đương                    | Không có tương đương                    | Không có tương đương                    | Không có tương đương                    | Không có tương đương                    | Không có tương đương                                                                    | Không có tương đương                                                                    | Không có tương đương                                                                    | Không có tương đương                                                                    | Không có tương đương                                                                    | Không có tương đương                                                                    |
| Lục quân Romania ·                 | Nguyên soái          | Nguyên soái          | Đại tướng                                          | Đại tướng                                         | Trung tướng                                   | Trung tướng                                   | Thiếu tướng                              | Thiếu tướng                              | Chuẩn tướng                              | Chuẩn tướng                              | Đại tá          | Đại tá             | Trung tá                          | Trung tá                          | Thiếu tá     | Thiếu tá            | Đại úy               | Đại úy               | Trung úy                      | Trung úy                      | Trung úy               | Thiếu úy            | Thiếu úy          | Thiếu úy                        | Không có tương đương                    | Không có tương đương                    | Không có tương đương                    | Không có tương đương                    | Không có tương đương                    | Không có tương đương                    | Không có tương đương                                                                    | Không có tương đương                                                                    | Không có tương đương                                                                    | Không có tương đương                                                                    | Không có tương đương                                                                    | Không có tương đương                                                                    |
| Lục quân Slovakia ·                | Không có tương đương | Không có tương đương |                                                    |                                                   |                                               |                                               |                                          |                                          |                                          |                                          |                 |                    |                                   |                                   |              |                     |                      |                      |                               |                               |                        |                     |                   |                                 | Không có tương đương                    | Không có tương đương                    | Không có tương đương                    | Không có tương đương                    | Không có tương đương                    | Không có tương đương                    | Không có tương đương                                                                    | Không có tương đương                                                                    | Không có tương đương                                                                    | Không có tương đương                                                                    | Không có tương đương                                                                    | Không có tương đương                                                                    |
| Lục quân Slovakia ·                | Không có tương đương | Không có tương đương | Generál                                            | Generál                                           | Generálporučík                                | Generálporučík                                | Generálmajor                             | Generálmajor                             | Brigádny generál                         | Brigádny generál                         | Plukovník       | Plukovník          | Podplukovník                      | Podplukovník                      | Major        | Major               | Kapitán              | Kapitán              | Nadporučík                    | Nadporučík                    | Nadporučík             | Poručík             | Poručík           | Poručík                         | Không có tương đương                    | Không có tương đương                    | Không có tương đương                    | Không có tương đương                    | Không có tương đương                    | Không có tương đương                    | Không có tương đương                                                                    | Không có tương đương                                                                    | Không có tương đương                                                                    | Không có tương đương                                                                    | Không có tương đương                                                                    | Không có tương đương                                                                    |
| Lục quân Slovakia ·                | Không có tương đương | Không có tương đương | Đại tướng                                          | Đại tướng                                         | Trung tướng                                   | Trung tướng                                   | Thiếu tướng                              | Thiếu tướng                              | Chuẩn tướng                              | Chuẩn tướng                              | Đại tá          | Đại tá             | Trung tá                          | Trung tá                          | Thiếu tá     | Thiếu tá            | Đại úy               | Đại úy               | Trung úy                      | Trung úy                      | Trung úy               | Thiếu úy            | Thiếu úy          | Thiếu úy                        | Không có tương đương                    | Không có tương đương                    | Không có tương đương                    | Không có tương đương                    | Không có tương đương                    | Không có tương đương                    | Không có tương đương                                                                    | Không có tương đương                                                                    | Không có tương đương                                                                    | Không có tương đương                                                                    | Không có tương đương                                                                    | Không có tương đương                                                                    |
| Lục quân Slovenia ·                | Không có tương đương | Không có tương đương |                                                    |                                                   |                                               |                                               |                                          |                                          |                                          |                                          |                 |                    |                                   |                                   |              |                     |                      |                      |                               |                               |                        |                     |                   |                                 | Không có tương đương                    | Không có tương đương                    | Không có tương đương                    | Không có tương đương                    | Không có tương đương                    | Không có tương đương                    | Không có tương đương                                                                    | Không có tương đương                                                                    | Không có tương đương                                                                    | Không có tương đương                                                                    | Không có tương đương                                                                    | Không có tương đương                                                                    |
| Lục quân Slovenia ·                | Không có tương đương | Không có tương đương | General                                            | General                                           | Generalpodpolkovnik                           | Generalpodpolkovnik                           | Generalmajor                             | Generalmajor                             | Brigadir                                 | Brigadir                                 | Polkovnik       | Polkovnik          | Podpolkovnik                      | Podpolkovnik                      | Major        | Major               | Stotnik              | Stotnik              | Nadporočnik                   | Nadporočnik                   | Nadporočnik            | Poročnik            | Poročnik          | Poročnik                        | Không có tương đương                    | Không có tương đương                    | Không có tương đương                    | Không có tương đương                    | Không có tương đương                    | Không có tương đương                    | Không có tương đương                                                                    | Không có tương đương                                                                    | Không có tương đương                                                                    | Không có tương đương                                                                    | Không có tương đương                                                                    | Không có tương đương                                                                    |
| Lục quân Slovenia ·                | Không có tương đương | Không có tương đương | Đại tướng                                          | Đại tướng                                         | Trung tướng                                   | Trung tướng                                   | Thiếu tướng                              | Thiếu tướng                              | Chuẩn tướng                              | Chuẩn tướng                              | Đại tá          | Đại tá             | Trung tá                          | Trung tá                          | Thiếu tá     | Thiếu tá            | Đại úy               | Đại úy               | Trung úy                      | Trung úy                      | Trung úy               | Thiếu úy            | Thiếu úy          | Thiếu úy                        | Không có tương đương                    | Không có tương đương                    | Không có tương đương                    | Không có tương đương                    | Không có tương đương                    | Không có tương đương                    | Không có tương đương                                                                    | Không có tương đương                                                                    | Không có tương đương                                                                    | Không có tương đương                                                                    | Không có tương đương                                                                    | Không có tương đương                                                                    |
| Lục quân Tây Ban Nha ·             |                      |                      |                                                    |                                                   |                                               |                                               |                                          |                                          |                                          |                                          |                 |                    |                                   |                                   |              |                     |                      |                      |                               |                               |                        |                     |                   |                                 |                                         |                                         |                                         |                                         |                                         |                                         |                                                                                         |                                                                                         |                                                                                         |                                                                                         |                                                                                         |                                                                                         |
| Capitán general                    | Capitán general      | General de ejército  | General de ejército                                | Teniente general                                  | Teniente general                              | General de división                           | General de división                      | General de brigada                       | General de brigada                       | Coronel                                  | Coronel         | Teniente coronel   | Teniente coronel                  | Comandante                        | Comandante   | Capitán             | Capitán              | Teniente             | Teniente                      | Teniente                      | Alférez                | Alférez             | Alférez           | Caballero alférez cadete        | Caballero alférez cadete                | Caballero alférez cadete                | Caballero alférez cadete                | Caballero alférez cadete                | Caballero alférez cadete                | Alumno repetidor                        | Alumno repetidor                                                                        | Alumno 2º                                                                               | Alumno 2º                                                                               | Alumno 1º                                                                               | Alumno 1º                                                                               |                                                                                         |
| Thống tướng                        | Thống tướng          | Đại tướng            | Đại tướng                                          | Trung tướng                                       | Trung tướng                                   | Thiếu tướng                                   | Thiếu tướng                              | Chuẩn tướng                              | Chuẩn tướng                              | Đại tá                                   | Đại tá          | Trung tá           | Trung tá                          | Thiếu tá                          | Thiếu tá     | Đại úy              | Đại úy               | Trung úy             | Trung úy                      | Trung úy                      | Thiếu úy               | Thiếu úy            | Thiếu úy          | Hiệp sĩ Hiệu kì Thiếu sinh quân | Hiệp sĩ Hiệu kì Thiếu sinh quân         | Hiệp sĩ Hiệu kì Thiếu sinh quân         | Hiệp sĩ Hiệu kì Thiếu sinh quân         | Hiệp sĩ Hiệu kì Thiếu sinh quân         | Hiệp sĩ Hiệu kì Thiếu sinh quân         | Học viên sĩ quan cao cấp                | Học viên sĩ quan cao cấp                                                                | Học viên sĩ quan bậc 2                                                                  | Học viên sĩ quan bậc 2                                                                  | Học viên sĩ quan bậc 1                                                                  | Học viên sĩ quan bậc 1                                                                  |                                                                                         |
| Lục quân Thụy Điển ·               | Không có tương đương | Không có tương đương |                                                    |                                                   |                                               |                                               |                                          |                                          |                                          |                                          |                 |                    |                                   |                                   |              |                     |                      |                      |                               |                               |                        |                     |                   |                                 |                                         |                                         |                                         |                                         |                                         |                                         |                                                                                         |                                                                                         |                                                                                         |                                                                                         |                                                                                         |                                                                                         |
| Lục quân Thụy Điển ·               | Không có tương đương | Không có tương đương | General                                            | General                                           | Generallöjtnant                               | Generallöjtnant                               | Generalmajor                             | Generalmajor                             | Brigadgeneral                            | Brigadgeneral                            | Överste         | Överste            | Överstelöjtnant                   | Överstelöjtnant                   | Major        | Major               | Kapten               | Kapten               | Löjtnant                      | Löjtnant                      | Löjtnant               | Fänrik              | Fänrik            | Fänrik                          | Kadett                                  | Kadett                                  | Kadett                                  | Kadett                                  | Kadett                                  | Kadett                                  | Kadett                                                                                  | Kadett                                                                                  | Kadett                                                                                  | Kadett                                                                                  | Kadett                                                                                  | Kadett                                                                                  |
| Lục quân Thụy Điển ·               | Không có tương đương | Không có tương đương | Đại tướng                                          | Đại tướng                                         | Trung tướng                                   | Trung tướng                                   | Thiếu tướng                              | Thiếu tướng                              | Chuẩn tướng                              | Chuẩn tướng                              | Đại tá          | Đại tá             | Trung tá                          | Trung tá                          | Thiếu tá     | Thiếu tá            | Đại úy               | Đại úy               | Trung úy                      | Trung úy                      | Trung úy               | Hiệu kì             | Hiệu kì           | Hiệu kì                         | Học viên                                | Học viên                                | Học viên                                | Học viên                                | Học viên                                | Học viên                                | Học viên                                                                                | Học viên                                                                                | Học viên                                                                                | Học viên                                                                                | Học viên                                                                                | Học viên                                                                                |
| Lục quân Thổ Nhĩ Kỳ ·              |                      |                      |                                                    |                                                   |                                               |                                               |                                          |                                          |                                          |                                          |                 |                    |                                   |                                   |              |                     |                      |                      |                               |                               |                        |                     |                   |                                 | Không có tương đương                    | Không có tương đương                    | Không có tương đương                    | Không có tương đương                    | Không có tương đương                    | Không có tương đương                    | Có nhiều cấp bậc                                                                        | Có nhiều cấp bậc                                                                        | Có nhiều cấp bậc                                                                        | Có nhiều cấp bậc                                                                        | Có nhiều cấp bậc                                                                        | Có nhiều cấp bậc                                                                        |
| Lục quân Thổ Nhĩ Kỳ ·              | Mareşal              | Mareşal              | Genelkurmay başkanı                                | Orgeneral                                         | Korgeneral                                    | Korgeneral                                    | Tümgeneral                               | Tümgeneral                               | Tuğgeneral                               | Tuğgeneral                               | Albay           | Albay              | Yarbay                            | Yarbay                            | Binbaşı      | Binbaşı             | Yüzbaşı              | Yüzbaşı              | Üsteğmen                      | Üsteğmen                      | Teğmen                 | Teğmen              | Asteğmen          | Asteğmen                        | Không có tương đương                    | Không có tương đương                    | Không có tương đương                    | Không có tương đương                    | Không có tương đương                    | Không có tương đương                    | Harbiyeli                                                                               | Harbiyeli                                                                               | Harbiyeli                                                                               | Harbiyeli                                                                               | Harbiyeli                                                                               | Harbiyeli                                                                               |
| Lục quân Thổ Nhĩ Kỳ ·              | Nguyên soái          | Nguyên soái          | Tổng tham mưu trưởng Lực lượng Vũ trang Thổ Nhĩ Kỳ | Đại tướng                                         | Trung tướng                                   | Trung tướng                                   | Thiếu tướng                              | Thiếu tướng                              | Chuẩn tướng                              | Chuẩn tướng                              | Đại tá          | Đại tá             | Trung tá                          | Trung tá                          | Thiếu tá     | Thiếu tá            | Đại úy               | Đại úy               | Thượng úy                     | Thượng úy                     | Thượng úy              | Trung úy            | Thiếu úy          | Thiếu úy                        | Không có tương đương                    | Không có tương đương                    | Không có tương đương                    | Không có tương đương                    | Không có tương đương                    | Không có tương đương                    | Học viên sĩ quan                                                                        | Học viên sĩ quan                                                                        | Học viên sĩ quan                                                                        | Học viên sĩ quan                                                                        | Học viên sĩ quan                                                                        | Học viên sĩ quan                                                                        |
| Lục quân Anh ·                     | Field marshal        | Field marshal        | General                                            | General                                           | Lieutenant-general                            | Lieutenant-general                            | Major-general                            | Major-general                            | Brigadier                                | Brigadier                                | Colonel         | Colonel            | Lieutenant-colonel                | Lieutenant-colonel                | Major        | Major               | Captain              | Captain              | Lieutenant                    | Lieutenant                    | Lieutenant             | Second lieutenant   | Second lieutenant | Second lieutenant               | Officer cadet                           | Officer cadet                           | Officer cadet                           | Officer cadet                           | Officer cadet                           | Officer cadet                           | Không có tương đương                                                                    | Không có tương đương                                                                    | Không có tương đương                                                                    | Không có tương đương                                                                    | Không có tương đương                                                                    | Không có tương đương                                                                    |
| Lục quân Anh ·                     | Field marshal        | Field marshal        | General                                            | General                                           | Lieutenant-general                            | Lieutenant-general                            | Major-general                            | Major-general                            | Brigadier                                | Brigadier                                | Colonel         | Colonel            | Lieutenant colonel                | Lieutenant colonel                | Major        | Major               | Captain              | Captain              | Lieutenant                    | Lieutenant                    | Lieutenant             | Second lieutenant   | Second lieutenant | Second lieutenant               | Officer cadet                           | Officer cadet                           | Officer cadet                           | Officer cadet                           | Officer cadet                           | Officer cadet                           | Không có tương đương                                                                    | Không có tương đương                                                                    | Không có tương đương                                                                    | Không có tương đương                                                                    | Không có tương đương                                                                    | Không có tương đương                                                                    |
| Lục quân Anh ·                     | Thống chế            | Thống chế            | Đại tướng                                          | Đại tướng                                         | Trung tướng                                   | Trung tướng                                   | Thiếu tướng                              | Thiếu tướng                              | Chuẩn tướng                              | Chuẩn tướng                              | Đại tá          | Đại tá             | Trung tá                          | Trung tá                          | Thiếu tá     | Thiếu tá            | Đại úy               | Đại úy               | Trung úy                      | Trung úy                      | Trung úy               | Thiếu úy            | Thiếu úy          | Thiếu úy                        | Học viên sĩ quan                        | Học viên sĩ quan                        | Học viên sĩ quan                        | Học viên sĩ quan                        | Học viên sĩ quan                        | Học viên sĩ quan                        | Không có tương đương                                                                    | Không có tương đương                                                                    | Không có tương đương                                                                    | Không có tương đương                                                                    | Không có tương đương                                                                    | Không có tương đương                                                                    |
| Lục quân Hoa Kỳ ·                  |                      |                      |                                                    |                                                   |                                               |                                               |                                          |                                          |                                          |                                          |                 |                    |                                   |                                   |              |                     |                      |                      |                               |                               |                        |                     |                   |                                 | Various                                 | Various                                 | Various                                 | Various                                 | Various                                 | Various                                 | Không có tương đương                                                                    | Không có tương đương                                                                    | Không có tương đương                                                                    | Không có tương đương                                                                    | Không có tương đương                                                                    | Không có tương đương                                                                    |
| Lục quân Hoa Kỳ ·                  | General of the Army  | General of the Army  | General                                            | General                                           | Lieutenant general                            | Lieutenant general                            | Major general                            | Major general                            | Brigadier general                        | Brigadier general                        | Colonel         | Colonel            | Lieutenant colonel                | Lieutenant colonel                | Major        | Major               | Captain              | Captain              | First lieutenant              | First lieutenant              | First lieutenant       | Second lieutenant   | Second lieutenant | Second lieutenant               | Cadet / Officer candidate               | Cadet / Officer candidate               | Cadet / Officer candidate               | Cadet / Officer candidate               | Cadet / Officer candidate               | Cadet / Officer candidate               | Không có tương đương                                                                    | Không có tương đương                                                                    | Không có tương đương                                                                    | Không có tương đương                                                                    | Không có tương đương                                                                    | Không có tương đương                                                                    |
| Lục quân Hoa Kỳ ·                  | Thống tướng Lục quân | Thống tướng Lục quân | Đại tướng                                          | Đại tướng                                         | Trung tướng                                   | Trung tướng                                   | Thiếu tướng                              | Thiếu tướng                              | Chuẩn tướng                              | Chuẩn tướng                              | Đại tá          | Đại tá             | Trung tá                          | Trung tá                          | Thiếu tá     | Thiếu tá            | Đại úy               | Đại úy               | Trung úy                      | Trung úy                      | Trung úy               | Thiếu úy            | Thiếu úy          | Thiếu úy                        | Sĩ quan dự tuyển                        | Sĩ quan dự tuyển                        | Sĩ quan dự tuyển                        | Sĩ quan dự tuyển                        | Sĩ quan dự tuyển                        | Sĩ quan dự tuyển                        | Không có tương đương                                                                    | Không có tương đương                                                                    | Không có tương đương                                                                    | Không có tương đương                                                                    | Không có tương đương                                                                    | Không có tương đương                                                                    |
| Mã NATO                            | OF-10                | OF-10                | OF-9                                               | OF-9                                              | OF-8                                          | OF-8                                          | OF-7                                     | OF-7                                     | OF-6                                     | OF-6                                     | OF-5            | OF-5               | OF-4                              | OF-4                              | OF-3         | OF-3                | OF-2                 | OF-2                 | OF-1                          | OF-1                          | OF-1                   | OF-1                | OF-1              | OF-1                            | OF(D)                                   | OF(D)                                   | OF(D)                                   | OF(D)                                   | OF(D)                                   | OF(D)                                   | Học viên sĩ quan                                                                        | Học viên sĩ quan                                                                        | Học viên sĩ quan                                                                        | Học viên sĩ quan                                                                        | Học viên sĩ quan                                                                        | Học viên sĩ quan                                                                        |

## Quân nhân chuyên nghiệp (WO1–5)
| Mã NATO                          | WO-5                             | WO-5                             | WO-4                             | WO-4                             | WO-3                             | WO-3                             | WO-2                             | WO-2                      | WO-1                      | WO-1 |
| -------------------------------- | -------------------------------- | -------------------------------- | -------------------------------- | -------------------------------- | -------------------------------- | -------------------------------- | -------------------------------- | ------------------------- | ------------------------- | ---- |
| Lục quân Hoa Kỳ ·                |                                  |                                  |                                  |                                  |                                  |                                  |                                  |                           |                           |      |
| Chief warrant officer 5          | Chief warrant officer 5          | Chief warrant officer 4          | Chief warrant officer 4          | Chief warrant officer 3          | Chief warrant officer 3          | Chief warrant officer 2          | Chief warrant officer 2          | Warrant officer 1         | Warrant officer 1         |      |
| Trưởng quân nhân chuyên nghiệp 5 | Trưởng quân nhân chuyên nghiệp 5 | Trưởng quân nhân chuyên nghiệp 4 | Trưởng quân nhân chuyên nghiệp 4 | Trưởng quân nhân chuyên nghiệp 3 | Trưởng quân nhân chuyên nghiệp 3 | Trưởng quân nhân chuyên nghiệp 2 | Trưởng quân nhân chuyên nghiệp 2 | Quân nhân chuyên nghiệp 1 | Quân nhân chuyên nghiệp 1 |      |

## Hạ sĩ quan, binh lính (OR 1–9)
|  |  |  |  |  |  |  |  |  |  |

|                    |                      |                   |                    |            |
| Gradutato aiutante | Primo graduato       | Graduato capo     | Graduato scelto    | Graduato   |
| Hạ sĩ quan phụ tá  | Hạ sĩ quan hạng nhất | Hạ sĩ quan trưởng | Hạ sĩ quan cao cấp | Hạ sĩ quan |

| Maresciallo capo | Maresciallo ordinario | Maresciallo |

| Thống chế trưởng | Thống chế chính | Thống chế |